# Les Secrets de Loly
Les Secrets de Loly  est une marque de produits capillaires et cosmétiques française créée en 2009 par Kelly Massol.

## Historique
En 2004, Kelly Massol lance un forum en ligne qu'elle nomme Boucles et Cotons, abordant des questionnements et des conseils d'entretien liés aux cheveux ondulés, bouclés, frisés ou crépus,. Par suite, elle commence à fabriquer à son domicile des shampooings et des après-shampooings à base de beurre de karité, d'huile de jojoba et de mangue.
Ainsi, en 2009, Kelly Massol crée Les Secrets de Loly,. Opérant en auto-entrepreneuse, elle vend en ligne les produits cosmétiques pour soins capillaires qu'elle fabrique, ainsi que des ingrédients. L'affaire se révèle être une réussite avec un chiffre d'affaires de 150 000 euros réalisé lors de la première année.
Par la suite, elle ouvre une boutique dans le 12e arrondissement de Paris,, et embauche.
En 2015, ses produits sont vendus par MGC International. L'entreprise atteint 750 000 euros de chiffre d'affaires.
De 2015 à 2017, elle industrialise le processus de fabrication, d'abord au sein d'un laboratoire à Saint-Maur-des-Fossés, puis en confiant la production des produits à une usine en Belgique,. C'est en 2017 qu'elle recrute trois personnes, dont un directeur de développement commercial. Ses produits trouvent leur place dans les établissements de La Boutique du Coiffeur.
En 2019, le chiffre d'affaires s'élève à 1,8 million d'euros. Néanmoins, un désaccord avec un employé entraîne plusieurs démissions anémiant le service marketing de la structure.
Progressivement, ses produits sont distribués au sein de plusieurs grandes enseignes telles que Marionnaud ou Monoprix en mars 2020. Kelly Massol s'applique aussi à l'internationalisation de la marque, en assurant par exemple la présence de sa gamme de produits dans des duty free d'aéoports, et avec des accords de distributions dans plusieurs pays, notamment dans la péninsule Arabique.
En 2022, Les Secrets de Loly ouvre son capital à Quilvest Capital Partners dans le but de poursuivre le développement de l'entreprise,, tout en conservant la majorité de ses parts. Le chiffre d'affaires pour 2022 est de 17 millions d'euros.
En 2023, alors que Les Secrets de Loly emploie 25 personnes, un partenariat avec Sephora voit le jour.
En 2024, 45 salariés travaillent dans l'entreprise qui a réalisé en 2023 un chiffre d'affaires de 25 millions d'euros[réf. nécessaire].